# مزرعه حسن شخصی
مزرعه حسن شخصی یک منطقهٔ مسکونی در ایران است که در دهستان الله‌آباد واقع شده‌است.